# Elaphe porphyracea
Elaphe porphyracea este o specie de șerpi din genul Elaphe, familia Colubridae, descrisă de Cantor 1839.

## Subspecii
Această specie cuprinde următoarele subspecii:
- E. p. porphyracea
- E. p. coxi
- E. p. laticincta
- E. p. nigrofasciata
- E. p. hainana
- E. p. kawakamii
- E. p. pulchra
- E. p. vaillanti